# Elemento sintético

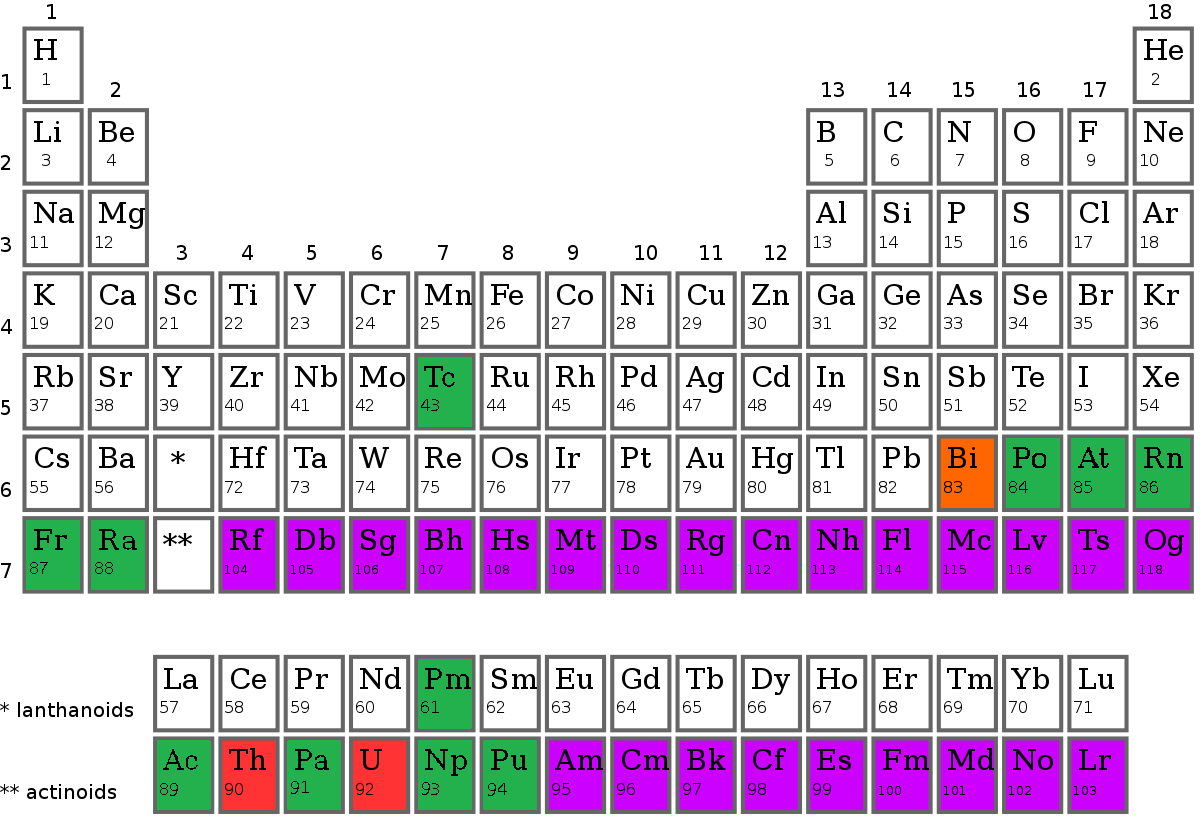
Esta é uma tabela periódica com os elementos sintéticos destacados

Um elemento sintético é um elemento obtido através de síntese (composição) em laboratório. São elementos instáveis, e com meia-vida pequena de tal modo que não teriam sobrevivido à época atual, desde a formação da Terra. Deste modo, não são encontrados em qualquer forma na natureza. Os cientistas conseguem criar elementos sintéticos ao usar dois átomos naturais: a combinação de seus núcleos podem formar átomos não-naturais - os sintéticos.
O primeiro elemento sintético descoberto foi o tecnécio, por cientistas italianos, em 1937. Eles bombardearam átomos de molibdênio com deutérios em um ciclotron. O elemento, de número atômico 43, tampava o buraco na tabela periódica prevista por Dmitri Mendeleyev (o criador da tabela periódica atual).
A partir da criação do tecnécio, outros elementos foram encontrados da mesma maneira, como o promécio.

## Lista
| - Promécio - Neptúnio - Amerício - Cúrio - Berquélio - Califórnio - Einstênio - Férmio - Mendelévio - Nobélio | - Laurêncio - Ruterfórdio - Dúbnio - Seabórgio - Bóhrio - Hássio - Meitnério - Darmstádio - Roentgênio | - Copernício - Unúntrio - Fleróvio - Ununpentio - Livermório - Ununséptio (actualmente Tenesso) - Ununóctio (actualmente Oganésson) |